# Maria von Großbritannien, Irland und Hannover (1723–1772)

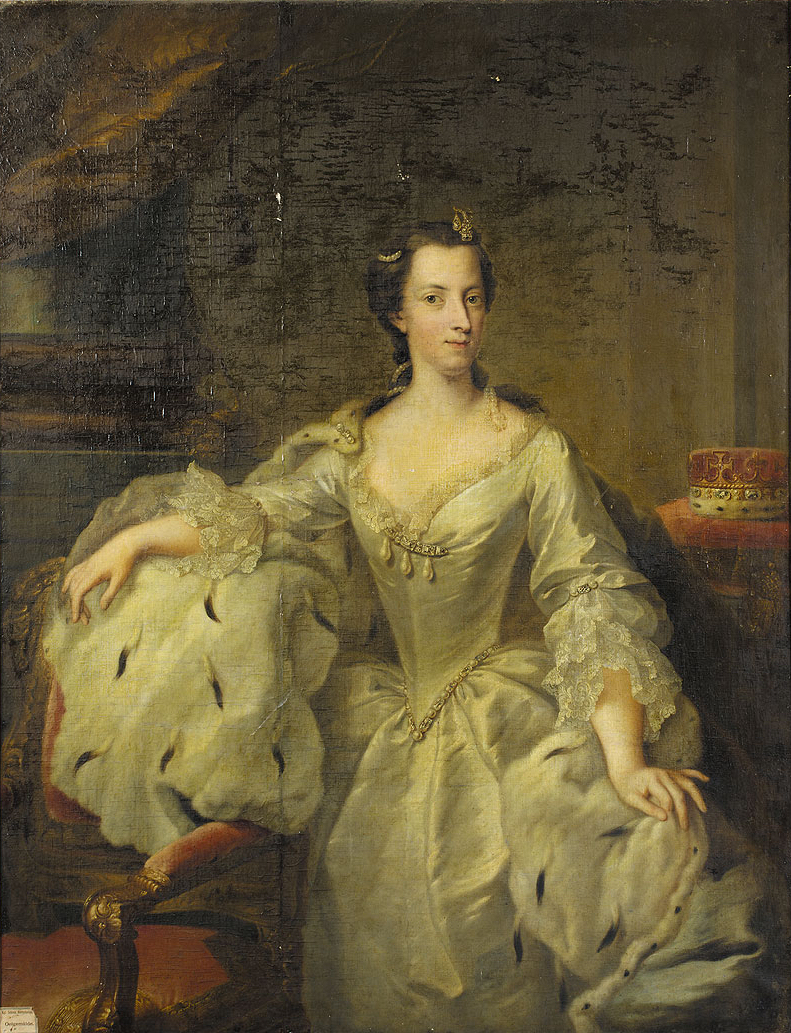
Maria von Großbritannien auf einem Porträt von Johann Heinrich Tischbein dem Älteren

Prinzessin Maria von Hannover (* 22. Februarjul. / 5. März 1723greg. in Leicester House, London; † 14. Januar 1772 in Hanau) war ab 1760 Landgräfin von Hessen-Kassel. Sie war eine Tochter des Königs Georg II. von Großbritannien und wurde als 17-Jährige mit dem Erbprinzen Friedrich II. von Hessen-Kassel verheiratet. Die Ehe verlief unglücklich, und nach Aufdeckung der heimlichen Konversion Friedrichs zum römisch-katholischen Glauben (1754) lebte sie von ihrem Gatten dauerhaft getrennt. Sie wurde von ihrem Schwiegervater, Landgraf Wilhelm VIII. von Hessen-Kassel, unterstützt und floh mit ihm nach dem Ausbruch des Siebenjährigen Kriegs 1757 nach Hamburg. Nach dem Tod Wilhelms VIII. wurde sie 1760 entgegen dem Willen ihres Gatten Regentin der Grafschaft Hanau-Münzenberg für ihren minderjährigen Sohn Wilhelm I. Auch nach der Übergabe der Regierungsgeschäfte an ihren Sohn (1764) lebte sie in Hanau.

## Leben

Wappen von Prinzessin Maria

### Abstammung und frühes Leben
Maria war das achte Kind und die vierte Tochter von König Georg II. von Großbritannien (1683–1760) und dessen Gattin, Markgräfin Caroline von Brandenburg-Ansbach (1683–1737). Sie hatte sechs das Erwachsenenalter erreichende Geschwister, unter denen Louise (1724–1751), die spätere Gemahlin des dänischen Königs Friedrich V., ihre Lieblingsschwester war. Maria erhielt eine sorgfältige Erziehung, die zuerst in den Händen ihrer Mutter lag und nach deren Tod 1737 von ihrer älteren Schwester Caroline übernommen wurde. Bereits in ihrer Jugend las sie gern Bücher.

### Heirat mit Friedrich II. von Hessen-Kassel; Kinder

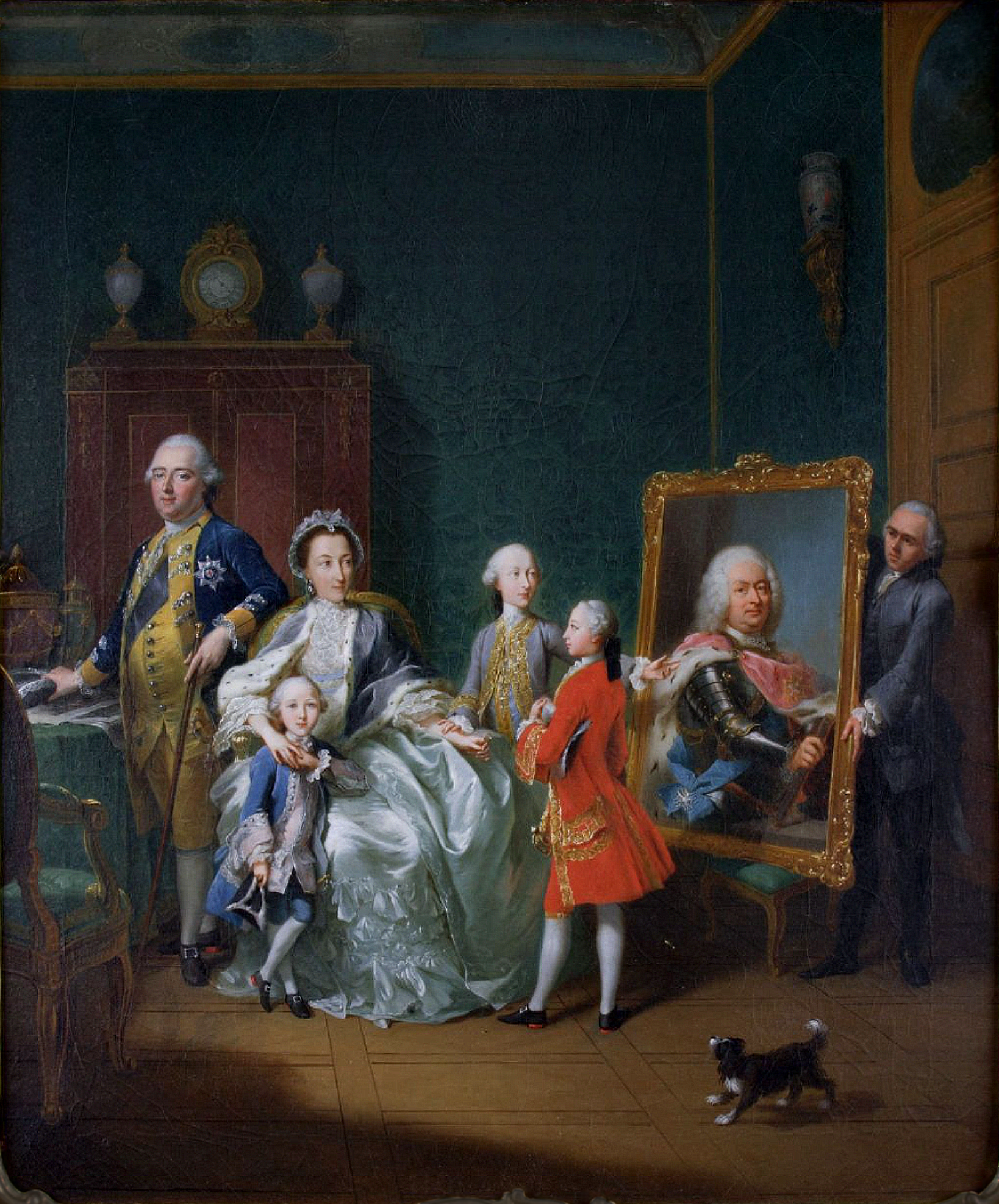
Erbprinzessin Marie von Hessen-Kassel mit ihrer Familie im Jahr 1754. Gemälde von Johann Heinrich Tischbein.

1740 wurde die Verheiratung Marias mit dem Erbprinzen Friedrich II. von Hessen-Kassel (1720–1785) beschlossen, um die zwischen den Familien der beiden adligen Brautleute bestehende Freundschaft zu vertiefen. Das Parlament bewilligte Maria eine Mitgift von 40.000 Pfund. In der Folge vollzog sie zunächst am 8. Mai 1740 ihre Trauung per procurationem, die in der Royal Chapel des St James’s Palace in London zelebriert wurde. Dabei übernahm ihr Bruder William Augustus, Duke of Cumberland, die Stellvertreterrolle für ihren künftigen Gemahl. Nach ihrer Überfahrt von England zum europäischen Kontinent reiste Maria über die Niederlande nach Deutschland. In Kassel traf die Prinzessin mit ihrem Bräutigam Friedrich II. zusammen und heiratete ihn am 28. Juni 1740 in einer persönlichen Hochzeitszeremonie. Mit ihm hatte sie folgende Kinder:
- Wilhelm (1741–1742)
- Wilhelm I. (1743–1821), ab 1785 Landgraf von Hessen-Kassel, ⚭ 1764 mit Wilhelmine Karoline von Dänemark
- Karl (1744–1836), ⚭ 1766 mit Louise von Dänemark und Norwegen
- Friedrich (1747–1837), ⚭ 1786 mit Karoline Polyxene, Tochter von Karl Wilhelm von Nassau-Usingen

Jakob Friedrich von Bielfeld sah Maria im Oktober 1740 auf einem Modeball in Herrenhausen und beschrieb sie als großgewachsen und äußerst attraktiv. Die Ehe der Prinzessin mit ihrem ebenfalls gutaussehenden Gemahl verlief indessen unglücklich. Der britische Schriftsteller und Politiker Horace Walpole bescheinigte Maria ein sehr sanftes Gemüt, charakterisierte ihren Gatten hingegen als Rohling. Zur Erholung von ihrem Eheleben besuchte Maria Ende 1746 ihr Vaterland Großbritannien.

### Trennung Marias von ihrem Mann; Flucht nach Ausbruch des Siebenjährigen Kriegs
Als 1754 bekannt wurde, dass der Erbprinz Friedrich II. von Hessen-Kassel heimlich zum katholischen Glauben konvertiert war, wurde er im Februar 1755 von seiner Gemahlin Maria getrennt. Es fand jedoch keine formelle Scheidung der Eheleute statt, um eine Wiederheirat Friedrichs zu verhindern. Auch die gemeinsamen Söhne wurden Friedrichs Einflussbereich entzogen.
1736 war mit Johann Reinhard III. der letzte männliche Vertreter des Hanauer Grafenhauses gestorben, woraufhin der Hanau-Münzenberger Landesteil aufgrund des Erbvertrags von 1643 an Hessen-Kassel gefallen war. Damals war Marias Schwiegervater Graf von Hanau geworden. Dieser regierte seit 1751 als Wilhelm VIII. auch die Landgrafschaft Hessen-Kassel und unterstützte Maria nach der Trennung von ihrem Gemahl. Er wies ihr die Grafschaft Hanau als Residenz zu. Nach dem Ausbruch des Siebenjährigen Kriegs lebte Maria längere Zeit von ihren Söhnen getrennt, da diese im Oktober 1756 von Landgraf Wilhelm VIII. wegen der drohenden Kriegsgefahr an den in Kopenhagen residierenden Hof des dänischen Königs Friedrich V. geschickt wurden.
Im Juni 1757 mussten Maria und Wilhelm VIII. wegen der anrückenden französischen Truppen die Landgrafschaft Hessen-Kassel verlassen und nach Hamburg fliehen. Da sie dort in finanzielle Schwierigkeiten gerieten, ließ ihnen der englische Premierminister William Pitt eine finanzielle Zuwendung von 20.000 Pfund zukommen. Im nächsten Jahr erhielt Maria eine lebenslange Jahresrente von 5000 Pfund zugesprochen.

### Regentin von Hanau; letzte Lebensjahre
Landgraf Wilhelm VIII. legte testamentarisch fest, dass seine Schwiegertochter Maria die Vormundschaft für ihre Söhne übernehmen und außerdem für ihren ältesten noch lebenden Sohn Wilhelm die Grafschaft Hanau regieren sollte. Nach dem am 1. Februar 1760 erfolgten Tod Wilhelms VIII. wurde sein Sohn Friedrich II. Landgraf von Hessen-Kassel. Obwohl Maria von ihm getrennt lebte, wurde sie nach dem Regierungsantritt ihres Gemahls formell ebenfalls Landgräfin. Wie testamentarisch vorgesehen, übernahm sie die Regentschaft in Hanau. Diese Grafschaft wurde aber damals von französischen Streitkräften kontrolliert, so dass sich Maria zunächst vor allem in Hamburg, Bremen, Rinteln und Celle aufhielt. Erst Anfang 1763 konnte sie ihren Einzug in Hanau halten. Landgraf Friedrich II. erkannte Marias Rechte nicht an, wandte sich jedoch umsonst an den Reichstag und Reichshofrat. Maria besaß nun ein eigenes Münzrecht und ließ Taler prägen, auf der ihre Büste dargestellt war. Obwohl ihr Sohn Wilhelm mit dem Erreichen des 18. Geburtstags am 3. Juni 1761 als volljährig galt, übergab sie ihm erst im Oktober 1764 die Regierung. Wilhelm und sein Bruder Karl heirateten beide Töchter des dänischen Königs Friedrich V. und Marias 1751 verstorbenen Lieblingsschwester Louise.
Maria lebte nun weiterhin in der Grafschaft Hanau und hielt ihre Korrespondenz mit der britischen Königsfamilie aufrecht. 1769 erhielt sie Besuch von ihrem Neffen William Henry, 1. Duke of Gloucester and Edinburgh. In ihren letzten Lebensjahren wählte sie das Rumpenheimer Schloss zu ihrem Sommersitz. Sie war nun gesundheitlich angeschlagen und starb am 14. Januar 1772 im Alter von 48 Jahren in Hanau. 15 Tage später wurde sie in der Gruft der Marienkirche in Hanau beigesetzt.
Die erhaltene Bibliothek der Fürstin befindet sich heute im Archiv des Hauses Hessen im Schloss Fasanerie in Eichenzell.

## Literatur

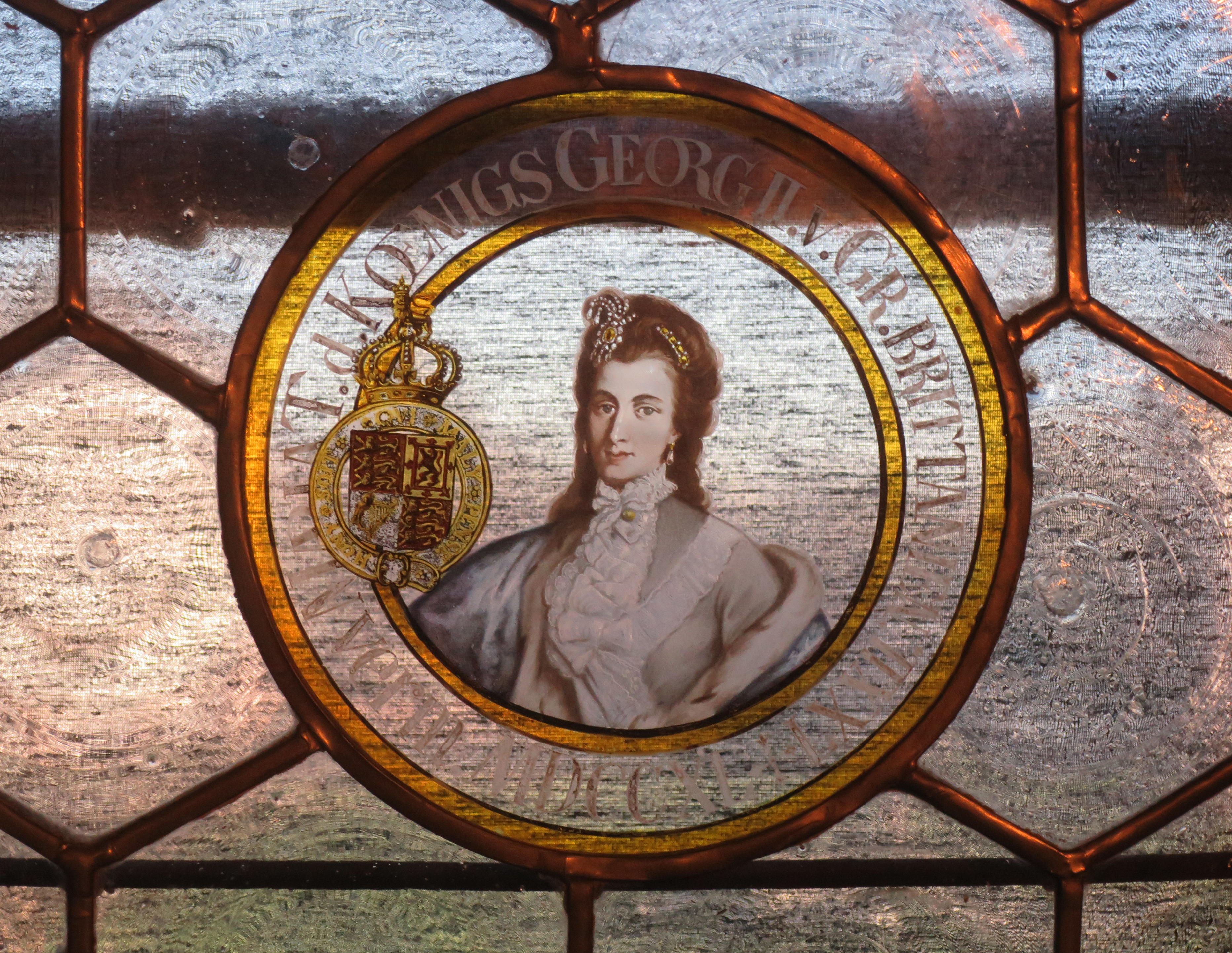
Buntglasfenster im Speisesaal des Schlosses Philippsruhe: Porträt der Landgräfin Maria